# Tenuipalpus tetrazygiae
Tenuipalpus tetrazygiae är en spindeldjursart som beskrevs av De Leon 1956. Tenuipalpus tetrazygiae ingår i släktet Tenuipalpus och familjen Tenuipalpidae. Inga underarter finns listade i Catalogue of Life.